# Henry Justice Ford

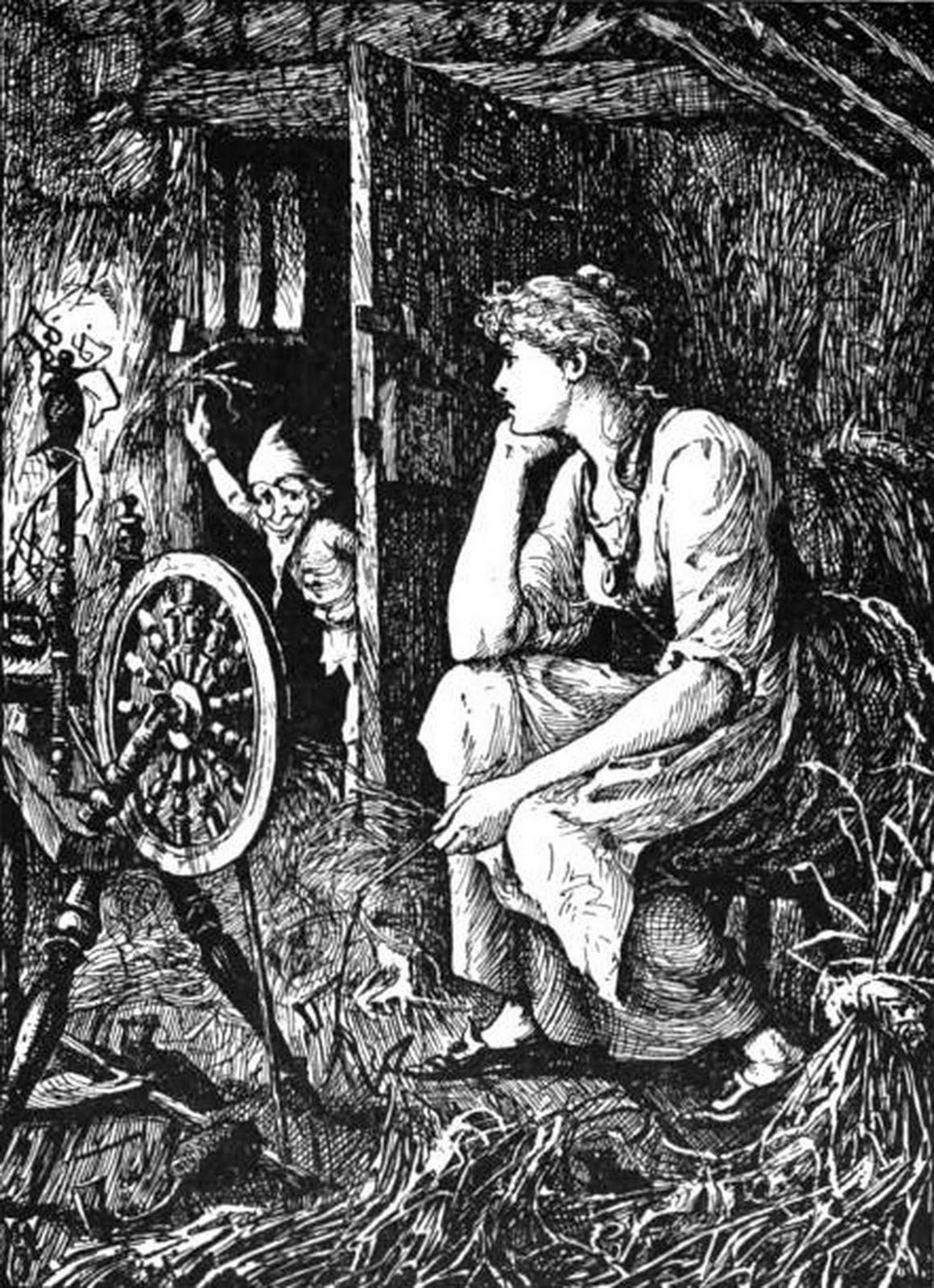
Illustration pour Rumpelstiltskin (Andrew Lang, The Blue Fairy Book).

Henry Justice Ford (1860–1941) est un artiste et illustrateur britannique, actif de 1886 jusqu'à la fin des années 1920. Il est surtout connu pour avoir illustré la série des Fairy Books (Contes de fées) d'Andrew Lang.